# Chandel (Distrikt)
Der Distrikt Chandel ist ein Distrikt im indischen Bundesstaat Manipur. Verwaltungssitz ist die namensgebende Stadt Chandel.

## Geografie
Der Distrikt Chandel liegt im Südosten Manipurs an der Grenze zu Myanmar. Nachbardistrikte sind Senapati im Nordwesten und Norden, Tengnoupal im Norden und Nordosten, sowie Churachandpur im Westen. Im Osten und Süden grenzt der Distrikt an den Staat Myanmar. Der Distrikt Chandel ist in die drei Sub-Divisionen Chakpikarong, Chandel und Khengjoy unterteilt.
Die Fläche des Distrikts Chandel beträgt 2119 Quadratkilometer. Der Distrikt ist ein Hochland mit zahlreichen Hügeln. In der Mitte des Distrikts trennt eine Gebirgskette, die bis auf eine Höhe von 2373 m reicht, den Distrikt. Alle Bäche und Flüsse im Osten entwässern nach Myanmar. Alle Gewässer im Westteil sind Zuläufe des Manipur.

## Geschichte
Im späten 19. Jahrhundert eroberten die Briten das Gebiet und das Gebiet wurde Teil von Manipur innerhalb Bengalens. Im Zweiten Weltkrieg lag er an der Front zwischen Briten und Japanern. Nach der indischen Unabhängigkeit vollzog Manipur 1949 den Anschluss an Indien. Bis zum 13. Mai 1974 gehörte der heutige Distrikt als Sub-Division unter dem Namen Tengnoupal zum Distrikt Manipur Central. Seither ist er in den heutigen Grenzen ein unabhängiger Distrikt. Mit dem Wechsel des Hauptorts von Tengnoupal nach Chandel kam es zu einer Umbenennung des Distriktnamens.

## Bevölkerung
Nach der Volkszählung 2011 hat der Distrikt Chandel 85.072 Einwohner. Bei 40 Einwohnern pro Quadratkilometer ist der Distrikt nur dünn besiedelt. Der Distrikt ist deutlich ländlich geprägt. Es gibt keine Städte im Distrikt. Der Hauptort Chandel (Christian) hat 1521 Einwohner.

### Bevölkerungsentwicklung
Wie überall in Indien wächst die Einwohnerzahl im Distrikt Chandel seit Jahrzehnten stark an (Quelle: Volkszählungen in Indien und Government of Manipur, Population of Manipur 2006, Tabellen 7.2 bis 7.5). Die Zunahme betrug in den Jahren 2001–2011 rund 22 Prozent (22,44 %) oder etwa 15.600 Menschen zu. Die genauen Zahlen verdeutlicht folgende Tabelle:

### Bevölkerung des Distrikts nach Geschlecht
Wie in vielen Teilen Indiens hat der Anteil der weiblichen Bevölkerung in den letzten Jahrzehnten prozentual zeitweise abgenommen. Die schwankende Geschlechterverteilung zeigt deutlich die Zuwanderungswellen, da anfänglich beinahe nur Männer zuwandern. Ein hoher Anteil von Männern, wie in den Jahren 1991 und 2011, verdeutlicht dies.
| Verteilung der Bevölkerung nach Geschlecht im Distrikt Chandel |                   |                   |                   |                   |                   |                   |                   |                   |                   |                   |
|                                                                | Volkszählung 1971 | Volkszählung 1971 | Volkszählung 1981 | Volkszählung 1981 | Volkszählung 1991 | Volkszählung 1991 | Volkszählung 2001 | Volkszählung 2001 | Volkszählung 2011 | Volkszählung 2011 |
| Anzahl                                                         | Anteil            | Anzahl            | Anteil            | Anzahl            | Anteil            | Anzahl            | Anteil            | Anzahl            | Anteil            |                   |
| GESAMT                                                         | 21.334            | 100 %             | 30.778            | 100 %             | 40.126            | 100 %             | 69.478            | 100 %             | 85.072            | 100 %             |
| Männer                                                         | 10.576            | 49,57 %           | 15.676            | 50,93 %           | 21.111            | 52,61 %           | 34.871            | 50,19 %           | 44.275            | 52,04 %           |
| Frauen                                                         | 10.758            | 50,43 %           | 15.102            | 49,07 %           | 19.015            | 47,39 %           | 34.607            | 49,81 %           | 40.797            | 47,96 %           |

### Bevölkerung des Distrikts nach Volksgruppen
In Indien teilt man die Bevölkerung in die drei Kategorien general population, scheduled castes und scheduled tribes ein. Die scheduled castes (anerkannte Kasten) mit (2011) 80 Menschen (0,09 Prozent der Bevölkerung) werden heutzutage Dalit genannt (früher auch abschätzig Unberührbare betitelt). Die scheduled tribes sind die anerkannten Stammesgemeinschaften mit (2011) 78.739 Menschen (92,56 Prozent der Bevölkerung), die sich selber als Adivasi bezeichnen. Zu ihnen gehören in Manipur 33 Volksgruppen. Aufgrund der Sprache (Zahlen für die Volksgruppen sind nur bis Distriktshöhe veröffentlicht) sind die Thado, Anal, Zou, Ao, Maring, Kom und Kuki die wichtigsten Gruppen innerhalb der anerkannten Stammesgemeinschaften im heutigen Distrikt.

### Bevölkerung des Distrikts nach Sprachen
Fast die gesamte Bevölkerung des Distrikts Chandel spricht tibeto-birmanische Sprachen. Dennoch ist der Distrikt sprachlich sehr gemischt. Keine Sprache hat eine absolute Mehrheit. Die verbreitetste Sprachgruppe ist Thado mit 32.066 Muttersprachlern oder 37,69 % Anteil. Thado ist in der Subdivision Chakpikarong Mehrheitssprache. In der Subdivision Chandel liegt ihr Anteil unter fünf Prozent. An zweiter Stelle liegt die Sprachgruppe Anal mit 25.740 Muttersprachlern oder 30,26 % Bevölkerungsanteil. Ihre Hochburg ist die Subdivision Chandel mit 38,84 % Bevölkerungsanteil. Doch auch in der Subdivision Chakpikarong ist ihr Anteil mit 25,05 % hoch. Mit weitem Abstand folgt Zou, das sich auf die Subdivision Chakpikarong beschränkt (4010 Muttersprachler oder 7,57 % der dortigen Bevölkerung). Von den kleineren einheimischen Sprachgruppen haben Ao (mit Mongsen), Kom und Maring ihren Schwerpunkt in der Subdivision Chandel, während Kuki seine Hochburg in der Subdivision Chakpikarong hat. Unter den Zuwandersprachen dominiert die Gruppe, die unter dem Sammelbegriff Hindi zusammengefasst wird (2624 Muttersprachler oder 3,08 % der Distriktsbevölkerung). Die weitverbreitetsten Einzelsprachen unter dieser Sprachgruppe sind Alltagshindi (im Alltag meist nur Hindi genannt), Bhojpuri und Kumauni. Meitei (auch Manipuri), die meistgesprochene Sprache des Bundesstaats Manipur, hat nur 538 Muttersprachlern (0,63 % der Distriktsbevölkerung). Die Verteilung der Einzelsprachen zeigt folgende Tabelle:
| Jahr                                   | Thado  | Thado | Anal   | Anal  | Zou  | Zou  | Mongsen | Mongsen | Maring | Maring | Hindi | Hindi | Kom  | Kom  | Kuki | Kuki | Gesamt | Gesamt   |
| Jahr                                   | Zahl   | %     | Zahl   | %     | Zahl | %    | Zahl    | %       | Zahl   | %      | Zahl  | %     | Zahl | %    | Zahl | %    | Zahl   | %        |
| -------------------------------------- | ------ | ----- | ------ | ----- | ---- | ---- | ------- | ------- | ------ | ------ | ----- | ----- | ---- | ---- | ---- | ---- | ------ | -------- |
| 2001                                   | 31.848 | 37,44 | 23.070 | 27,12 | 4031 | 4,74 | 2338    | 2,75    | 1923   | 2,26   | 1689  | 1,99  | 1643 | 1,93 | 732  | 0,86 | 85.072 | 100,00 % |
| Quelle: Ergebnis der Volkszählung 2001 |        |       |        |       |      |      |         |         |        |        |       |       |      |      |      |      |        |          |

### Bevölkerung des Distrikts nach Bekenntnissen
Die Bewohner bekennen sich heute mehrheitlich zum Christentum. Seit der Unabhängigkeit Indiens traten fast alle Stammesangehörige (scheduled tribes) zum Christentum über. Besonders zahlreich sind die Baptisten (Manipur Baptist Convention; Ende 2015 1303 Kirchgemeinden mit 196.217 Mitgliedern). Einzige bedeutende religiöse Minderheit sind die Hindus mit rund 7,5 Prozent der Einwohnerschaft. Eine kleinere Minderheit bilden die rund 3.100 Muslime. Die genaue religiöse Zusammensetzung der Bevölkerung zeigt folgende Tabelle:
| Jahr                                   | Buddhisten | Buddhisten | Christen | Christen | Hindus | Hindus | Jainas | Jainas | Muslime | Muslime | Sikhs | Sikhs | Andere | Andere | keine Angaben | keine Angaben | Gesamt | Gesamt   |
| Jahr                                   | Zahl       | %          | Zahl     | %        | Zahl   | %      | Zahl   | %      | Zahl    | %       | Zahl  | %     | Zahl   | %      | Zahl          | %             | Zahl   | %        |
| -------------------------------------- | ---------- | ---------- | -------- | -------- | ------ | ------ | ------ | ------ | ------- | ------- | ----- | ----- | ------ | ------ | ------------- | ------------- | ------ | -------- |
| 2001                                   | 162        | 0,19       | 79.290   | 93,20    | 4893   | 5,75   | 31     | 0,04   | 559     | 0,66    | 62    | 0,07  | 2      | 0,00   | 73            | 0,09          | 85.072 | 100,00 % |
| Quelle: Ergebnis der Volkszählung 2011 |            |            |          |          |        |        |        |        |         |         |       |       |        |        |               |               |        |          |

## Bildung
Dank bedeutender Anstrengungen ist die Alphabetisierung in den letzten Jahrzehnten stark gestiegen. Typisch für indische Verhältnisse sind die starken Unterschiede zwischen den Geschlechtern.
| Alphabetisierung im Distrikt Chandel       |                   |                   |                   |                   |                   |                   |
| Einheit                                    | Volkszählung 1991 | Volkszählung 1991 | Volkszählung 2001 | Volkszählung 2001 | Volkszählung 2011 | Volkszählung 2011 |
| Einheit                                    | Anzahl            | Anteil            | Anzahl            | Anteil            | Anzahl            | Anteil            |
| GESAMT                                     | 17.288            | 51,47 %           | 34.629            | 57,69 %           | 55.413            | 74,11 %           |
| Männer                                     | 11.061            | 62,16 %           | 19.427            | 64,62 %           | 31.185            | 80,19 %           |
| Frauen                                     | 6227              | 39,42 %           | 15.202            | 50,74 %           | 24.228            | 67,55 %           |
| Quelle: Volkszählungen 1991, 2001 und 2011 |                   |                   |                   |                   |                   |                   |

## Verwaltung
Der Distrikt ist in drei Sub-Divisions aufgeteilt. Die Sub-Division Khengjoy entstand erst nach der Volkszählung 2011.